# Amagi Goe
Amagi Goe è un film televisivo del 1998 diretto da Susumu Ooka e tratto dal romanzo di Seichō Matsumoto.

## Trama
Un ragazzo di scuola superiore scappa di casa e si mette in viaggio per Amagi Pass. Durante il viaggio incontra una geisha di nome Hana e un vagabondo che viene poi trovato assassinato. Hana diventa la prima sospettata e il ragazzo viene interrogato dalla polizia. Il ragazzo si rifiuta di coinvolgerla nella vicenda.
40 anni dopo, il ragazzo, cresciuto e divenuto proprietario di un negozio di stampa, riceve la visita di un poliziotto in pensione da Amagi Pass. La verità poi inizia a venire fuori...